# Rachid Raha
Pour les articles homonymes, voir Raha.
Rachid Raha, de son nom complet Rachid Raha Ahmed, né à Nador le 12 février 1964, est un journaliste, anthropologue et militant politique marocain naturalisé espagnol. Il est cofondateur du Congrès Mondial Amazigh, puis de l'Assemblée Mondiale Amazighe, organisations qu'il a aussi présidées. Il est l'auteur de nombreux articles de presse et de recherche sur la culture, l'identité et la société amazighe. Dans l'actualité il est éditeur du journal Le Monde Amazigh, publié à Rabat, président de la Fondation Montgomery Hart d'Études Amazighs et vice-président pour l'Europe du Congrès Mondial Amazigh,.

## Biographie
Il commence ses études à Nador, puis poursuit des études universitaires en 1986 de médecine (2e an) à l'Université de Bordeaux II de France et de biologie à l'Université de Grenade en Espagne.
De 1993 à 1999, il réalise un cours de formation en anthropologie sociale dans le Centre de Recherches Etnológicas « Angel Ganivet » à Grenade. En 2001, il est chercheur associé au centre. En 2001 il entame sa relation avec la communication, d'abord aussi bien en tant que cogérant de la société d'édition et production audiovisuelle « Éditions Amazighes » et depuis 2003 en tant que journaliste professionnel dans Le Monde Amazigh/Amadal Amazigh

### Activisme du mouvement amazigh
Dans le cinquième congrès célébré à Tizi Ouzou en Algérie, Rachid Raha crée une organisation dissidente qui porte le même nom jusqu'au sixième congrès célébré à Bruxelles le 9-11 décembre 2011 à Bruxelles au cours duquel le Congrès Mondial Amazigh (AMC "Raha") décide de changer de nom, de refondre ses statuts et de créer une nouvelle institution avec de nouvelles structures, devenant l'Assemblée Mondiale Amazighe.
Il est le fondateur du Collectif de Documentation et Études Amazighes de l'Université de Grenade en octobre de 1992 et président de l'association de 1992 à 1995.
En 1995 il fonde l'Asociación de Cultura Tamazight en Granada (Association de Culture Tamazight en Grenade), qu'il préside jusqu'en  2002. Membre fondateur du Congrès Mondial Amazigh, préside l'organisation de 1999 à 2002 et de 2008 à 2009 et en est vice-président de 2002 à 2008.
En mars de 1997 il fonde à Grenade la Fundación Mediterránea Montgomery Hart de Estudios Amazighs y Magrebíes (Fondation Méditerranéenne Montgomery Hart d'Études Amazighes et Maghrébines).
En 2011 il cofonde l'Assemblée Mondiale Amazighe dont il est  président délégué pour des sujets internationaux de 2011 à 2013 et président chargé des sujets internationaux de 2013 à 2015.

## Publications
- Marginación y educación: La minoría bereber en Melilla Cuadernos de pedagogía, 0210-0630, no 277, 1999, p.  88-89
- ¿Por qué enseñar el tamazight en España? Aldaba: revista del Centro Asociado a la UNED de Melilla, 0213-7925, no . 27, 1996 (Ejemplar dedicado a: Construir desde la diversidad), p.  115-120
- El "Dahir bereber" contra los bereberes. Aldaba: revista del Centro Asociado a la UNED de Melilla, 0213-7925, no . 21, 1993, p.  161-166
- En coordinación con Vicente Moga Romero: Amazigh-Tamazight: debate abierto, Número monográfico de Aldaba,no 19, UNED, Melilla, 1993
- Imazighen del Magreb entre Occidente y Oriente, Granada 1994.
- Coordinador de “Fundamentos de Antropología” no 4, Número monográfico sobre Abdelkrim Al Jatabi y el protectorado hispano-francés en Marruecos, en El Centro de Investigaciones Etnológicas Ángel Ganivet, Granada, 1996.
- En coedición con David Montgomery Hart: La Sociedad bereber del Rif marroquí: sobre de la teoría de segmentariedad en el Magreb; Ed. C.I.E. Ángel Ganivet y Universidad de Granada, Granada 1999.
- Coordinador de la parte monográfica Vicente Moga Romero de: La mujer tamazight, de la revista “El Vigía de la Tierra”, no 2 y 3, Ciudad Autónoma de Melilla, Melilla, 1997.
- La mujer tamazight y las fronteras culturales, Coedición con Vicente Moga Romero, Consejería de Cultura, Melilla, 1998.
- Iles inu, libro de cuentos en bereber (tarifit), copublicado con Máximo Santos Tirado y Yahya E-rramadani, Tilburg, 1998. Tilburg University Press (Holanda).
- Estudios amazighes: substratos y sinergias culturales, Co-édition avec Vicente Moga Romero, Consejería de Cultura, Melilla 2000.
- Iles inu II, libro de enseñanza en bereber (tarifit), copublicado con Yahya E-rramadani, Tilburg, 2000. Tilburg University Press (Holanda).
- Marroquies en la Guerra Civil, coordinación con J.A. González Alcantud y Mustafa Akalay. Edición Anthropos, Barcelona 2003.
- La guerre chimique contre le Rif, coordinación con Mimoun Charqi y Ahmed El Hamdaoui, Editions Amazigh, Rabat 2005[6].